# Neil Sedaka
Neil Sedaka (Brooklyn (New York), 13 maart 1939) is een Amerikaanse zanger. Hij werd vooral bekend in de jaren 50 en 60 van de 20e eeuw en was het meest productief in de jaren 70. Hij bracht in de jaren '50, '60 en '70 in totaal veertien albums uit.

## Biografie
Sedaka brak in 1958 door met The Tokens. In 1959 kwam hij met zijn eerste solo-album Neil Sedaka, om daarna twee jaar later Circulate uit te brengen.
De eerste hit in Nederland en België was in 1959/1960 (Oh! Carol). Ook in 1974 had hij een hit met A little lovin'. Sedaka had een stuk of tien hits in Nederland, maar slechts één hitalbum: Timeless in 1992. Full House zong zijn Standing on the inside de hitparades in in 1976.
Verder schreef hij tal van liedjes voor andere artiesten, waaronder Gene Pitney, Connie Francis, Tony Christie en ABBA. Voor ABBA schreef hij in 1972 bij de muziek van Benny Andersson en Björn Ulvaeus de Engelse tekst van wat later Ring Ring werd als de Zweedse inzending van het Eurovisiesongfestival 1973.
In 2016 kwam zijn meest recente album uit, I do it for applause.

## Discografie

### Singles

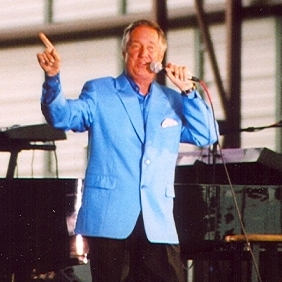
Neil Sedaka (2005)

| Single met eventuele hitnotering(en) in de Nederlandse Top 40 | Datum van verschijnen | Datum van binnenkomst | Hoogste positie | Aantal weken | Opmerkingen                                                   |
| ------------------------------------------------------------- | --------------------- | --------------------- | --------------- | ------------ | ------------------------------------------------------------- |
| Oh! Carol                                                     | 1959                  | 02-01-1960            | 1(9wk)          | 23           | #11 in de Single Top 100                                      |
| Stairway to heaven                                            | 1960                  | 28-05-1960            | 18              | 1            | met Stan Applebaum And His Orchestra #18 in de Single Top 100 |
| Calendar girl                                                 | 1960                  | 01-04-1961            | 11              | 10           | #11 in de Single Top 100                                      |
| A little lovin'                                               | 1974                  | 30-03-1974            | 32              | 2            |                                                               |
| Laughter in the rain                                          | 1975                  | 08-03-1975            | 35              | 3            |                                                               |
| Bad blood                                                     | 1975                  | 24-05-1975            | 33              | 2            |                                                               |
| The queen of 1964                                             | 1975                  | 05-07-1975            | tip11           | -            |                                                               |
| Breaking up is hard to do                                     | 1976                  | 28-02-1976            | tip18           | -            |                                                               |

| Single met hitnotering(en) in de Vlaamse Ultratop 50 | Datum van verschijnen | Datum van binnenkomst | Hoogste positie | Aantal weken | Opmerkingen |
| ---------------------------------------------------- | --------------------- | --------------------- | --------------- | ------------ | ----------- |
| Oh Carol                                             | 1959                  | 01-12-1959            | 2               | 28           |             |
| Calendar girl                                        | 1961                  | 01-03-1961            | 7               | 8            |             |
| Little devil                                         | 1961                  | 01-07-1961            | 20              | 4            |             |
| King of clowns                                       | 1962                  | 01-06-1962            | 19              | 4            |             |

### NPO Radio 2 Top 2000
| Nummers met noteringen in de NPO Radio 2 Top 2000 | '99  | '00  | '01  | '02  | '03  | '04-'05 | '06  | '07  | '08  |
| ------------------------------------------------- | ---- | ---- | ---- | ---- | ---- | ------- | ---- | ---- | ---- |
| Breaking Up Is Hard to Do                         | 1864 | 1988 | -    | -    | -    | -       | -    | -    | -    |
| Oh! Carol                                         | 1187 | 1732 | 1994 | 1894 | 1065 | -       | 1886 | 1988 | 1924 |
| One Way Ticket                                    | 1978 | -    | -    | -    | -    | -       | -    | -    | -    |

1. ↑  Een '-' betekent dat het nummer niet was genoteerd en een vetgedrukt getal geeft de hoogste notering van een nummer aan.
2. ↑  Deze tabel is bijgewerkt tot en met de laatste editie (2024).